# Scandix bulgarica
Scandix bulgarica är en flockblommig växtart som beskrevs av Bozimir Davidov. Scandix bulgarica ingår i släktet nålkörvlar, och familjen flockblommiga växter. Inga underarter finns listade i Catalogue of Life.